# 大和田立
大和田 立（おおわだ たつる、1992年1月14日 - ）は、ジャパンラグビーリーグワンNECグリーンロケッツ東葛に所属するラグビーユニオン選手。

## プロフィール
- 北海道出身[1]。
- ポジションはフランカー(FL)。
- 身長 180 cm、体重 100 kg
- ニックネームはタツル。
- U20日本代表に選ばれたことがある[2]。

## 略歴
ラグビーは高校から始めた。
2010年、美幌高校卒業後、帝京大学に入る。
2014年、帝京大学卒業後、NECグリーンロケッツ（現・NECグリーンロケッツ東葛）に加入。同年9月6日に行われたジャパンラグビートップリーグ第3節の宗像サニックスブルース戦に先発出場で公式戦初出場を果たす。

## ミュージック・ビデオ出演
- Carnavacation「だれも知らない」[6]。